# 张永德
張永德（928年—1000年），字抱一，并州陽曲（今山西省太原市阳曲县）人，五代时后周禁军统帅之一，后周太祖第四女寿安公主之婿。

## 生平简介
后周广顺元年（951年），太祖郭威即位，以外甥李重进为内殿直都知，女婿张永德为内殿直小底四班都知；又升李重进为小底都指挥使，而以张永德接任内殿直都知。翌年（952年），郭威以李重进为大内都点检兼马步都军头，张永德为小底第一军都指挥使；后又以李重进为殿前都指挥使，张永德为殿前都虞候，掌管殿前亲军。两年后，郭威病危，传位养子柴荣，临终前特命李重进向柴荣行君臣之礼，以免其觊觎皇位。
显德元年（954年），世宗柴荣即位，以姑表兄李重进为侍卫亲军马步军都虞侯，妹夫张永德接任殿前都指挥使，分掌侍卫亲军和殿前亲军，张永德时年二十四岁。李重进、张永德本以姻亲之故，在数年间不次擢升，但后来都在战争中展现出过人的军事才能。在决定后周生死存亡的高平之战后，李重进以战功加使相衔，升侍卫亲军都指挥使，母福庆长公主追封燕国大长公主；而张永德以战功加检校太傅，授义成军节度使，妻寿安公主进封晋国长公主。
顯德三年冬，擢為殿前都點檢。四年，從克壽州還，製授檢校太尉、領鎮寧軍節度使。五年夏，契丹擾邊，命永德率步騎兵二萬拒之。回军途中，周世宗发现一个韦编袋子，里面有一块三尺长的木板，上有“点检做天子”五字，下诏免去张的殿前都点检一职，解兵柄，加檢校太尉、同中書門下平章事。恭帝嗣位，移忠武軍節度使，赵匡胤代其職。
宋初，甚受宋太祖礼遇，加侍中，入朝授武勝軍節度使，太祖每呼駙馬而不呼其名。太平興國二年入朝，拜左衛上將軍。五年，坐市秦、隴竹木所過矯製免關市算，降為左衛大將軍。數月，複舊秩。六年，進封鄧國公。雍熙中，連知滄、雄、定三州。端拱元年，拜安化軍節度使。召還，為河北兩路排陣使，屯定州。嚐與契丹戰，斬獲甚眾。二年，丁內艱，起複。淳化初，又代田重進知鎮州。二年，改泰寧軍節度使兼侍中，出判并州兼并代都部署。
真宗即位，進封衛國公。未幾，判左金吾街仗事。咸平初，屢表請老，授太子太師，分司西京，仍以其孫大理寺丞文蔚厘務洛下，以便就養。二年冬，契丹入邊，帝將北巡，以永德宿將，召入對便殿，賜坐，訪以邊要。以老不可從行，留為東京內外都巡檢使。三年，製授檢校太師、彰德軍節度使、知天雄軍。俄以衰耄，命還本鎮。是秋卒，年七十三。遣內園使馮守規護柩還京師、贈中書令。諸孫遷秩者五人。

## 延伸阅读
[在维基数据编辑]
 《宋史/卷255》，出自脱脱《宋史》